# Códigos dos países (N)
- A
- B
- C
- D–E
- F
- G
- H–I
- J–K
- L
- M
- N
- O–Q
- R
- S
- T
- U–Z

## Namíbia
| ISO 3166-1 numérico 516         | ISO 3166-1 alfa-3 NAM    | ISO 3166-1 alfa-2 NA              | ICAO cod aeroporto prefixo(s) FY  |
| E.164 cód tel(s) +264           | COI cód país —           | TLD cod país .na                  | ICAO aeronave regis. prefixo(s) — |
| E.212 Mobile código país(s) 649 | OTAN Cód três-letras —   | OTAN Cód duas-letras (obsoleto) — | LOC MARC código(s) SX             |
| ITU Marítima ID (s) —           | ITU código de letras NMB | FIPS código de país(es) WA        | Licença código chapa NAM          |
| GS1 GTIN prefixo(s) —           | UNDP códigos de país NAM | WMO códigos de país NM            | ITU prefixos indicativo V5A-V5Z   |

## Nauru
| ISO 3166-1 numérico 520         | ISO 3166-1 alfa-3 NRU    | ISO 3166-1 alfa-2 NR              | ICAO cod aeroporto prefixo(s) AN  |
| E.164 cód tel(s) +674           | COI cód país —           | TLD cod país .nr                  | ICAO aeronave regis. prefixo(s) — |
| E.212 Mobile código país(s) 536 | OTAN Cód três-letras —   | OTAN Cód duas-letras (obsoleto) — | LOC MARC código(s) NU             |
| ITU Marítima ID (s) —           | ITU código de letras NRU | FIPS código de país(es) NR        | Licença código chapa NAU          |
| GS1 GTIN prefixo(s) —           | UNDP códigos de país NAU | WMO códigos de país NW            | ITU prefixos indicativo C2A-C2Z   |

## Nepal
| ISO 3166-1 numérico 524         | ISO 3166-1 alfa-3 NPL    | ISO 3166-1 alfa-2 NP              | ICAO cod aeroporto prefixo(s) VN  |
| E.164 cód tel(s) +977           | COI cód país —           | TLD cod país .np                  | ICAO aeronave regis. prefixo(s) — |
| E.212 Mobile código país(s) 429 | OTAN Cód três-letras —   | OTAN Cód duas-letras (obsoleto) — | LOC MARC código(s) NP             |
| ITU Marítima ID (s) —           | ITU código de letras NPL | FIPS código de país(es) NP        | Licença código chapa NEP          |
| GS1 GTIN prefixo(s) —           | UNDP códigos de país NEP | WMO códigos de país NP            | ITU prefixos indicativo 9NA-9NZ   |

## Países Baixos
| ISO 3166-1 numérico 528         | ISO 3166-1 alfa-3 NLD    | ISO 3166-1 alfa-2 NL              | ICAO cod aeroporto prefixo(s) EH  |
| E.164 cód tel(s) +31            | COI cód país —           | TLD cod país .nl                  | ICAO aeronave regis. prefixo(s) — |
| E.212 Mobile código país(s) 204 | OTAN Cód três-letras —   | OTAN Cód duas-letras (obsoleto) — | LOC MARC código(s) NE             |
| ITU Marítima ID (s) —           | ITU código de letras HOL | FIPS código de país(es) NL        | Licença código chapa NL           |
| GS1 GTIN prefixo(s) 870-879     | UNDP códigos de país NET | WMO códigos de país NL            | ITU prefixos indicativo PAA-PIZ   |

## Nova Caledônia
| ISO 3166-1 numérico 540         | ISO 3166-1 alfa-3 NCL    | ISO 3166-1 alfa-2 NC              | ICAO cod aeroporto prefixo(s) NW  |
| E.164 cód tel(s) +687           | COI cód país —           | TLD cod país .nc                  | ICAO aeronave regis. prefixo(s) — |
| E.212 Mobile código país(s) 546 | OTAN Cód três-letras —   | OTAN Cód duas-letras (obsoleto) — | LOC MARC código(s) NL             |
| ITU Marítima ID (s) —           | ITU código de letras NCL | FIPS código de país(es) NC        | Licença código chapa F            |
| GS1 GTIN prefixo(s) —           | UNDP códigos de país NCA | WMO códigos de país NC            | ITU prefixos indicativo —         |

## Nova Zelândia
| ISO 3166-1 numérico 554         | ISO 3166-1 alfa-3 NZL    | ISO 3166-1 alfa-2 NZ              | ICAO cod aeroporto prefixo(s) NZ, PL |
| E.164 cód tel(s) +64            | COI cód país —           | TLD cod país .nz                  | ICAO aeronave regis. prefixo(s) —    |
| E.212 Mobile código país(s) 530 | OTAN Cód três-letras —   | OTAN Cód duas-letras (obsoleto) — | LOC MARC código(s) NZ                |
| ITU Marítima ID (s) —           | ITU código de letras NZL | FIPS código de país(es) NZ        | Licença código chapa NZ              |
| GS1 GTIN prefixo(s) 940-949     | UNDP códigos de país NZE | WMO códigos de país NZ            | ITU prefixos indicativo ZKA-ZMZ      |

## Nicarágua
| ISO 3166-1 numérico 558         | ISO 3166-1 alfa-3 NIC    | ISO 3166-1 alfa-2 NI              | ICAO cod aeroporto prefixo(s) MN                |
| E.164 cód tel(s) +505           | COI cód país —           | TLD cod país .ni                  | ICAO aeronave regis. prefixo(s) —               |
| E.212 Mobile código país(s) 710 | OTAN Cód três-letras —   | OTAN Cód duas-letras (obsoleto) — | LOC MARC código(s) NQ                           |
| ITU Marítima ID (s) —           | ITU código de letras NCG | FIPS código de país(es) NU        | Licença código chapa NIC                        |
| GS1 GTIN prefixo(s) 743         | UNDP códigos de país NIC | WMO códigos de país NK            | ITU prefixos indicativo H6A-H7Z,HTA-HTZ,YNA-YNZ |

## Níger
| ISO 3166-1 numérico 562         | ISO 3166-1 alfa-3 NER    | ISO 3166-1 alfa-2 NE              | ICAO cod aeroporto prefixo(s) DR  |
| E.164 cód tel(s) +227           | COI cód país —           | TLD cod país .ne                  | ICAO aeronave regis. prefixo(s) — |
| E.212 Mobile código país(s) 614 | OTAN Cód três-letras —   | OTAN Cód duas-letras (obsoleto) — | LOC MARC código(s) NG             |
| ITU Marítima ID (s) —           | ITU código de letras NGR | FIPS código de país(es) NG        | Licença código chapa RN           |
| GS1 GTIN prefixo(s) —           | UNDP códigos de país NER | WMO códigos de país NR            | ITU prefixos indicativo 5UA-5UZ   |

## Nigéria
| ISO 3166-1 numérico 566         | ISO 3166-1 alfa-3 NGA    | ISO 3166-1 alfa-2 NG              | ICAO cod aeroporto prefixo(s) DN  |
| E.164 cód tel(s) +234           | COI cód país —           | TLD cod país .ng                  | ICAO aeronave regis. prefixo(s) — |
| E.212 Mobile código país(s) 234 | OTAN Cód três-letras —   | OTAN Cód duas-letras (obsoleto) — | LOC MARC código(s) NR             |
| ITU Marítima ID (s) —           | ITU código de letras NIG | FIPS código de país(es) NI        | Licença código chapa WAN          |
| GS1 GTIN prefixo(s) —           | UNDP códigos de país NIR | WMO códigos de país NI            | ITU prefixos indicativo 5NA-5OZ   |

## Niue
| ISO 3166-1 numérico 570         | ISO 3166-1 alfa-3 NIU    | ISO 3166-1 alfa-2 NU              | ICAO cod aeroporto prefixo(s) NI  |
| E.164 cód tel(s) +683           | COI cód país —           | TLD cod país .nu                  | ICAO aeronave regis. prefixo(s) — |
| E.212 Mobile código país(s) 555 | OTAN Cód três-letras —   | OTAN Cód duas-letras (obsoleto) — | LOC MARC código(s) XH             |
| ITU Marítima ID (s) —           | ITU código de letras NIU | FIPS código de país(es) NE        | Licença código chapa —            |
| GS1 GTIN prefixo(s) —           | UNDP códigos de país NIU | WMO códigos de país N1            | ITU prefixos indicativo —         |

## Ilha Norfolk
| ISO 3166-1 numérico 574         | ISO 3166-1 alfa-3 NFK    | ISO 3166-1 alfa-2 NF              | ICAO cod aeroporto prefixo(s) —   |
| E.164 cód tel(s) +672           | COI cód país —           | TLD cod país .nf                  | ICAO aeronave regis. prefixo(s) — |
| E.212 Mobile código país(s) 505 | OTAN Cód três-letras —   | OTAN Cód duas-letras (obsoleto) — | LOC MARC código(s) NX             |
| ITU Marítima ID (s) —           | ITU código de letras NFK | FIPS código de país(es) NF        | Licença código chapa —            |
| GS1 GTIN prefixo(s) —           | UNDP códigos de país —   | WMO códigos de país —             | ITU prefixos indicativo —         |

## Marianas Setentrionais
| ISO 3166-1 numérico 580         | ISO 3166-1 alfa-3 MNP    | ISO 3166-1 alfa-2 MP              | ICAO cod aeroporto prefixo(s) PG  |
| E.164 cód tel(s) +1 670         | COI cód país —           | TLD cod país .mp                  | ICAO aeronave regis. prefixo(s) — |
| E.212 Mobile código país(s) 534 | OTAN Cód três-letras —   | OTAN Cód duas-letras (obsoleto) — | LOC MARC código(s) NW             |
| ITU Marítima ID (s) —           | ITU código de letras MRA | FIPS código de país(es) CQ        | Licença código chapa —            |
| GS1 GTIN prefixo(s) —           | UNDP códigos de país —   | WMO códigos de país MY            | ITU prefixos indicativo —         |

## Noruega
| ISO 3166-1 numérico 578         | ISO 3166-1 alfa-3 NOR    | ISO 3166-1 alfa-2 NO              | ICAO cod aeroporto prefixo(s) EN                |
| E.164 cód tel(s) +47            | COI cód país —           | TLD cod país .no                  | ICAO aeronave regis. prefixo(s) —               |
| E.212 Mobile código país(s) 242 | OTAN Cód três-letras —   | OTAN Cód duas-letras (obsoleto) — | LOC MARC código(s) NO                           |
| ITU Marítima ID (s) —           | ITU código de letras NOR | FIPS código de país(es) NO        | Licença código chapa N                          |
| GS1 GTIN prefixo(s) 700-709     | UNDP códigos de país NOR | WMO códigos de país NO            | ITU prefixos indicativo 3YA-3YZ,JWA-JXZ,LAA-LNZ |